# Метрополитен на Санто Доминго
Метрополитенът на Санто Доминго (на испански: Metro de Santo Domingo) е метросистемата в град Санто Доминго, Доминиканска република. Съставена е от две линии: първата с дължина 15,5 km и 16 станции, а втората с дължина 10,3 km и 14 станции. Северната част на първата линия е естакадна, докато централната и южната са подземни.
Строителството започва през 2005 г. Първите пробни влакове са пуснати в експлоатация на 22 декември 2008 г. За пътнически превози линията е открита на 30 януари 2009 г. Втората линия е открита на 1 април 2013 г.